# Isla de California
El término isla de California hace referencia a un error cartográfico europeo del siglo XVI, en el cual la península de Baja California aparece separada del resto de América del Norte, representándose como una isla separada del resto del continente por un supuesto estrecho, que en realidad es el golfo de California.
Se trata, por lo tanto, de uno de los errores cartográficos más importantes de la historia, ampliamente difundido en mapas de los siglo XVII y XVIII, pese a que algunas exploraciones ya habían aportado pruebas que contradecían la supuesta isla de California (como la temprana expedición de Francisco de Ulloa en 1539-40). 
Este error está muy ligado a la creencia de la existencia del estrecho de Anián, un supuesto estrecho que conectaría el Pacífico con el golfo de San Lorenzo.

## Historia
La primera mención conocida de una legendaria isla de California se encuentra en Las sergas de Esplandián, una novela de caballerías escrita por Garci Rodríguez de Montalvo a caballo entre los siglo XV y XVI y publicado en Sevilla en 1510. En dicha obra, se describe aquella isla de la siguiente manera:

Sabed que a la diestra mano de las Indias existe una isla llamada California muy cerca de un costado del Paraíso Terrenal; y estaba poblada por mujeres negras, sin que existiera allí un hombre, pues vivían a la manera de las amazonas. Eran de bellos y robustos cuerpos, fogoso valor y gran fuerza. Su isla era la más fuerte de todo el mundo, con sus escarpados farallones y sus pétreas costas. Sus armas eran todas de oro y del mismo metal eran los arneses de las bestias salvajes que ellas acostumbraban domar para montarlas, porque en toda la isla no había otro metal que el oro.
Las sergas de Esplandián, de Garci Rodríguez de Montalvo

Probablemente, esta descripción influyó en la identificación de la península de Baja California como aquella isla legendaria.